# Freaky Age
Freaky Age是比利时特尔纳特的一支独立摇滚乐队，成立于2003年底。现今成员包括莱尼·克拉贝（Lenny Crabbe）、马蒂亚斯·德克莱尔（Mathias Declercq）、迪特尔·亨德里克斯（Dieter Henderickx）和约纳斯·保尔韦斯（Jonas Pauwels）。

## 乐队经历
2006年，在几次表演后，乐队决定将小样寄给胡莫摇滚比赛（Humo's Rock Rally），该比赛为比利时最有影响力的比赛。他们最终进入了决赛，当时乐队成员平均年龄仅为14岁，是比赛自1978年开始以来上进入决赛最年轻的乐队，并在Ancienne Belgique舞台表演。
在那时，乐队仅有三人（两个吉他手，一个鼓手），比赛结束六个月后一位新的贝斯手加入了乐队。 
2007年初，法国的一个代理公司通过MySpace发现了他们，促成了他们2007年4月在法国的首次表演，配合Superbus乐队演出。

## 唱片分类目录

### 单曲
- Time Is Over (2007) # 5
- Where Do We Go Now (2008) #1
- Every morning breaks out (2008)

### 专辑
- EP Freaky Age (2007)
- Every Morning Breaks Out (2008)